# Wacław Martyniuk
Wacław Andrzej Martyniuk (* 10. November 1949 in Bytom) ist ein polnischer Politiker (SdRP, SLD), Gewerkschaftsfunktionär und von 1991 bis 2011 Abgeordneter des Sejm in der I., II., III., IV., V. und VI. Wahlperiode.

## Leben und Beruf
Martyniuk beendete 1972 sein Studium an der Hochschule für Ökonomie in Posen. 2009 reichte das Instytut Pamięci Narodowej einen Antrag beim Lustrationsgericht, festzustellen, dass Martyniuk falsche Angaben bezüglich einer Zusammenarbeit mit dem Sicherheitsdienst gemacht habe, ein. Im Mai 2012 stellte das Gericht fest, dass Martyniuks Lustrationserklärung der Wahrheit entsprach. Dieses Urteil wurde im September 2012 vom Berufungsgericht in Katowice bestätigt. Ebenfalls 2012 wurde er Berater des Präsidenten der polnischen Nationalbank Marek Belka.

## Politik
Bis 1999 war Martyniuk Mitglied der Socjaldemokracja Rzeczypospolitej Polskiej (SdRP), danach trat er dem Sojusz Lewicy Demokratycznej (SLD) bei. In den Jahren 1984 bis 1994 war er Funktionär und Stellvertretender Vorsitzender der Föderation der Bergarbeitergewerkschaften und der Ogólnopolskie Porozumienie Związków Zawodowych (Bündnis der linken Gewerkschaften in Polen). 1991, 1993, 1997, 2001 und 2005 wurde er für die SLD in den Sejm gewählt. Von 1997 bis 2010 war er verantwortlich für die Fraktionsdisziplin in der Fraktion der SLD.
In den Parlamentswahlen 2007 wurde er über die Liste der Lewica i Demokraci (Linke und Demokraten – LiD) mit 16.125 Stimmen für den Wahlkreis Gliwice zum sechsten Mal in den Sejm gewählt. Er war Stellvertretender Vorsitzender der Sejm-Kommission für Abgeordnetenangelegenheiten sowie Mitglied der Kommission für öffentliche Finanzen. Am 22. April 2008 wurde er Mitglied der Fraktion Lewica. Bei der Parlamentswahl 2011 trat er nicht mehr an und schied daher aus dem Parlament aus.